# Au revoir... à lundi
Pour plus de détails, voir Fiche technique et Distribution.
Au revoir, à lundi ou Au revoir... à lundi, est un film franco-canadien de Maurice Dugowson réalisé en 1978 et sorti en 1979 tiré d'un récit de Roger Fournier.

## Synopsis
Cette comédie romantique met en lumière le destin parallèle de Lucie et Nicole, deux jeunes femmes de 26 ans confrontées à leurs rêves, leurs amours et leurs passions. 
Assistante de Jack vedette de la radio, Lucie est corvéable à merci mais est parfois autorisée à intervenir à l'antenne. Originaire de Montréal, Nicole qui travaille pour une compagnie aérienne est tombée amoureuse de la France et de quelques Français. Colocataires, une profonde amitié se noue. Arnold, homme d'affaires atypique rencontre Lucie et la trouble. De son côté, Nicole est séduite par Frank, un médecin américain. Amoureux, il l'emmène vivre avec lui, à Tampa en Floride.

## Fiche technique
- Titre : Au revoir... à lundi
- Réalisation : Maurice Dugowson
- Scénario : Jacques Dugowson, Maurice Dugowson d'après l'œuvre de Roger Fournier
- Photographie : François Protat
- Musique : Jean-Daniel Mercier et Lewis Furey
- Pays d'origine :  France
- Genre : Comédie romantique
- Durée : 110 minutes
- Date de sortie : 22 août 1979
- Affiche : Jouineau Bourduge (France)

## Distribution
- Carole Laure : Lucie Leblanc
- Miou-Miou : Nicole
- Claude Brasseur : Arnold Samson
- David Birney : Frank
- Gabriel Arcand : Georges, le barman
- Alain Montpetit : Jack Davis
- Denise Filiatrault : Dame de compagnie aérienne
- Renée Girard : Mère de Lucie
- Andrée Pelletier : Sœur de Lucie
- Raymond Cloutier : Hector, le beau-frère
- Pierre Dupuis : Julien
- Pierre Dufresne : Baxter
- Gilbert Sicotte : Homme sur le banc
- Robert Gravel : Policier
- Serge Thériault : Client du Bar
- Lewis Furey : Client saoul
- J. Léo Gagnon : Homme au chien
- Katerine Mousseau : Collègue de la compagnie aérienne
- Frank Moore : Robert Lanctôt
- Murray Westgate : Père de Lucie
- Mignon Elkins : Mère de Frank
- Véronique Babillaud : Berthe
- Marguerite Corriveau : Mélissa
- Michèle Mercure : Secrétaire Radio
- Francine Vézina : La femme de Robert
- Jérôme Tiberghien : Policier

## Autour du film
Une chanson de la bande originale du film également intitulée « See you monday ! » est interprétée par Carole Laure et signée par son compagnon, Lewis Furey et est éditée sur un disque 45 tours sorti en 1979 (label Saravah, RCA Victor). 